# Friedrich Franz Friedmann
Friedrich Franz Friedmann (Berlino, 26 ottobre 1876 – Monte Carlo, 19 febbraio 1953) è stato un medico tedesco.

## Biografia
Arrivò negli Stati Uniti nel 1913 con il suo segretario, Charles de Vidal Hundt e suo fratello, Arthur C. H. Friedmann. Ha venduto i diritti americani per un vaccino contro la tubercolosi per $ 125.000 per costruire trentasei istituti Friedrich F. Friedmann che dovevano essere situati in trentasei stati. Questi istituti furono creati per combattere la tubercolosi.